# Clinopodium debile
Clinopodium debile là một loài thực vật có hoa trong họ Hoa môi. Loài này được (Bunge) Kuntze mô tả khoa học đầu tiên năm 1891.